# Pierre-Nicolas-Louis Leroy

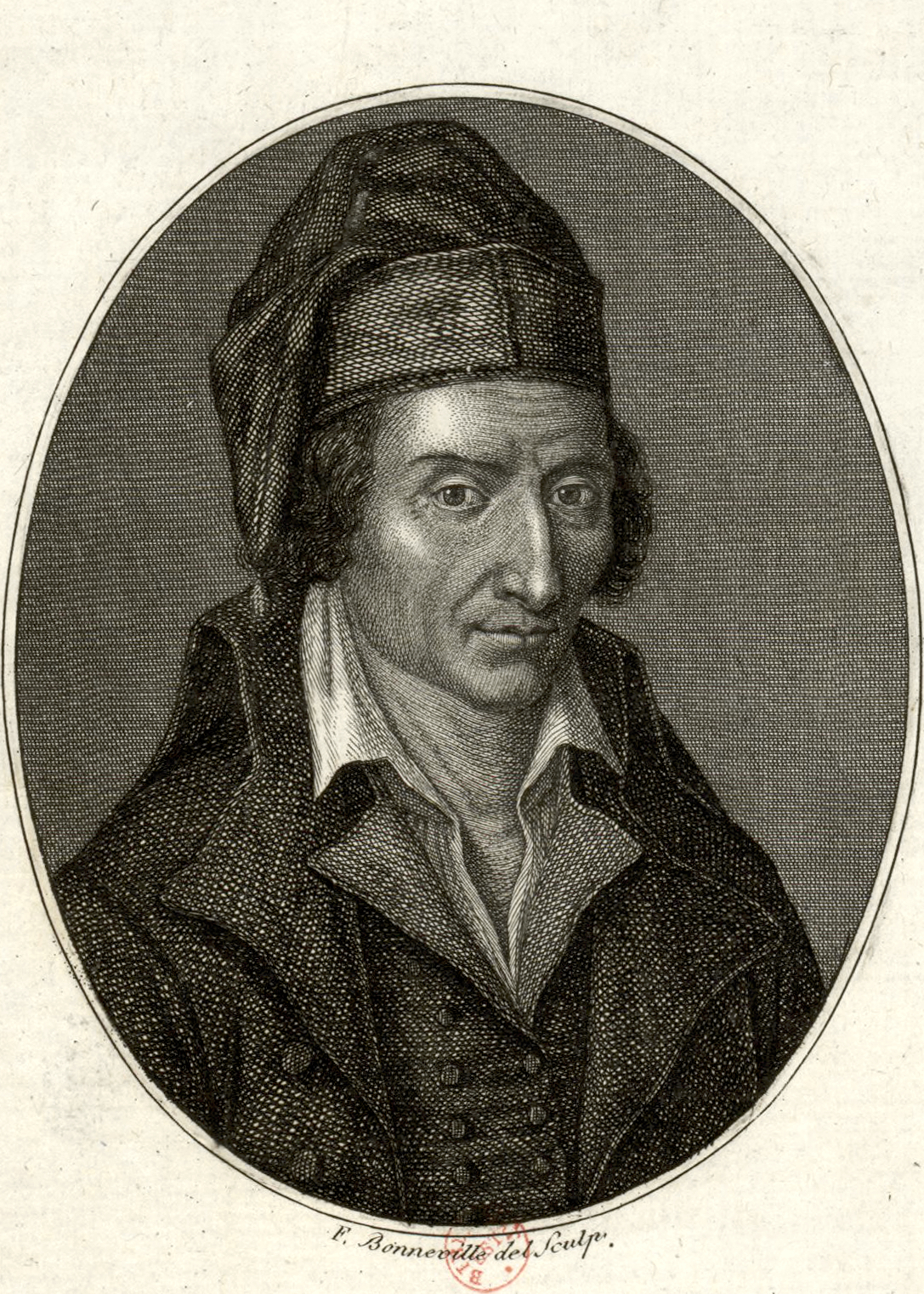
Pierre-Nicolas-Louis Le Roy Marquis de Montflabert, Kupferstich von F. Bonneville

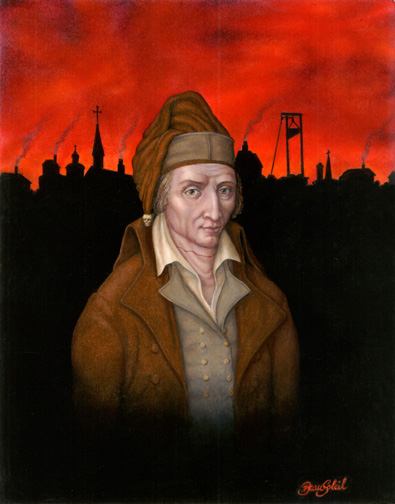
Hommage an Pierre-Nicolas-Louis Leroy, von Bobby BeauSoleil (2008)

Pierre-Nicolas-Louis Leroy, Marquis de Montflabert, genannt Dix-Août (* 21. März 1743 in Coulommiers (Département Seine-et-Marne); † 7. Mai 1795 in Paris) war ein französischer Revolutionär und Geschworener des Revolutionstribunals.

## Leben
Pierre-Nicolas-Louis Leroy wurde als Sohn des Pierre-Jacques Leroy, Marquis de Montflabert, Jagdmeister der Herzöge von Orléans und der Jeanne-Élisabeth Lefort in Coulommiers geboren.
Dem in relativ bescheidenen Verhältnissen aufgewachsenen Marquis und radikalen Jakobiner Pierre-Nicolas-Louis Le Roy gelang eine politische Karriere zur Zeit der Französischen Revolution. Er wurde 1790 Bürgermeister und Richter seiner Heimatstadt Coulommiers. Aus Begeisterung über den Tuileriensturm am 10. August 1792 soll er nach der Abschaffung der Monarchie den revolutionär  erweiterten Namen Leroy-Dix-Août angenommen haben. Den Vornamen änderte er zu Antoine. Einer anderen Leseart zufolge erhielt er den Übernamen Dix-Août wegen seines bevorzugten Konversationsthemas.
Am 17. August 1792 wurde er in die Jury des im März 1792 eingerichteten außerordentlichen Kriminalgerichtes (Tribunal criminel extraordinaire) beordert, das per Dekret am 20. Oktober 1793 in Tribunal révolutionnaire umbenannt wurde. Pierre-Nicolas-Louis Leroy erwarb sich einen Ruf als unbarmherziger Hardliner, der einen großen Teil der über 1000 Todesurteile des Tribunals mitverantwortete. Aufgrund einer Schwerhörigkeit war er nicht in der Lage den Plädoyers zu folgen.
Am 17. Floréal des III. Jahres der Revolution (1795) wurde er mit 15 weiteren mitangeklagten Angehörigen des Tribunals als Komplize des öffentlichen Anklägers Antoine Quentin Fouquier-Tinville abgeurteilt und am Morgen des Folgetages mit der Guillotine hingerichtet. Pierre-Nicolas-Louis Leroy beharrte bis zuletzt darauf unschuldig zu sterben, da die Republik ohne seine und des Tribunals Energie verloren gewesen wäre.

## Schriften
- Opinion d’Antoine Leroy, juré au Tribunal révolutionnaire, sur l’affaire de Custine. 27 août 1793, Flugschrift, De l’imprimerie de Chardon, Paris, 1793, 7 S.